# El enemigo (telenovela de 1979)
El enemigo fue una telenovela producida por el Ernesto Alonso para Televisa en 1979. Protagonizada por Daniela Romo y Jorge Vargas contando con la participación antagónica de Lorena Velázquez y las actuaciones estelares de Alicia Montoya y Guillermo Zarur.

## Trama
Una joven quiere encontrar, quien la robó todo su dinero a su padre ya fallecido por intrigas de su tío, hace que sus sospechas indiquen a un mismo hombre que después ella se enamora de él y él de ella. Pero ella deseara cobrar venganza hasta descubrir que el segundo hombre en quien más confió su tío es quien le robó todo a su padre.

## Elenco
- Daniela Romo - Isabel
- Jorge Vargas - Andrés
- Lorena Velázquez - Valentina
- Alfonso Meza
- Freddy Fernández "El Pichi"
- Óscar Servín - Apolonio
- José Baviera - Esteban
- Guillermo Zarur
- Alicia Montoya - Julia
- Ignacio Rubiell - Humberto
- Alfredo Tamus - Armando
- Antonio Ruiz - Arturo
- Josefina Mauri - María Eugenia
- Norma Ferrer - Eugenia

## Versiones
- El enemigo es una versión de la telenovela El enemigo producida también por Ernesto Alonso en 1961 y protagonizada por Luz María Aguilar y Augusto Benedico.
- En 1997 se hizo una cuarta versión, Desencuentro producida nuevamente por Ernesto Alonso para Televisa y protagonizada por Daniela Castro y Ernesto Laguardia.

- Datos: Q964545